# Calyptranthera
Calyptranthera là chi thực vật có hoa trong họ Apocynaceae.